# Independent Software Vendor
Ein Independent Software Vendor (ISV) ist ein Softwarehersteller, der Anwendungsprogramme unabhängig von den Anbietern bedeutender Software-Plattformen wie zum Beispiel Microsoft, IBM, SAP und Oracle entwickelt und vermarktet. „Independent Software Vendor“ ist damit ein weit gefasster Sammelbegriff für einen Großteil der Softwarehersteller.
Für ISVs besteht in der Regel die Möglichkeit, ihre Software vom Hersteller der jeweiligen Plattform zertifizieren und damit ihre Kompatibilität prüfen und bestätigen zu lassen.